# Le Bureau des gaffes en gros
Le Bureau des gaffes en gros est l'album no 4 dans la série de Gaston Lagaffe actuelle. Il paraît à l'origine en 1972 aux éditions Dupuis en tome R2 dans les rééditions de la série, reprenant le contenu du numéro 4 de la série originale plus des inédits.

## Les personnages
- Gaston Lagaffe
- Spirou
- Fantasio
- M . De Mesmaeker
- Joseph Boulier
- Joseph Longtarin
- Mélanie Molaire
- Mademoiselle Sonia
- Mademoiselle Yvonne
- Mademoiselle Suzanne
- Mademoiselle Jeanne
- M. Dupuis
- Léon Prunelle
- Yves Lebrac
- Jules Soutier
- Bertje Van Schrijfboek